# خط طول 179° غرب
خط طول 179° غرب هو أحد خطوط الطول الجغرافية، والتي تمتد من القطب الشمالي الجغرافي إلى القطب الجنوبي الجغرافي، وحسب التحويل الزمني يتأخر خط طول 179° غرب عن خط غرينتش بـ11 ساعة و56 دقيقة.

## من القطب إلى القطب
ينطلق خط طول 179° غرب من القطب الشمالي نحو القطب الجنوبي مرورا بالمناطق التي ترد في الجدول التالي:
| الإحداثيات                           | البلد أو الإقليم أو البحر | ملاحظات |
| ------------------------------------ | ------------------------- | --- |
| 90°0′N 179°0′W / 90.000°N 179.000°W  | المحيط المتجمد الشمالي    | |
| 71°36′N 179°0′W / 71.600°N 179.000°W | روسيا                     | أوكروغ تشوكوتكا الذاتية — جزيرة رانجل |
| 70°55′N 179°0′W / 70.917°N 179.000°W | بحر تشوكشي                | |
| 68°47′N 179°0′W / 68.783°N 179.000°W | روسيا                     | أوكروغ تشوكوتكا الذاتية |
| 66°10′N 179°0′W / 66.167°N 179.000°W | بحر بيرنغ                 | مرورا بغرب Gareloi Island، ألاسكا, الولايات المتحدة (في 51°47′N 178°52′W / 51.783°N 178.867°W) · مرورا بشرق Unalga Island، ألاسكا, الولايات المتحدة (في 51°35′N 179°1′W / 51.583°N 179.017°W) · مرورا بغرب Kavalga Island، ألاسكا, الولايات المتحدة (في 51°34′N 178°51′W / 51.567°N 178.850°W) · مرورا بغرب Ulak Island، ألاسكا, الولايات المتحدة (في 51°22′N 178°59′W / 51.367°N 178.983°W) · مرورا بشرق Amatignak Island، ألاسكا, الولايات المتحدة (في 51°15′N 179°3′W / 51.250°N 179.050°W)                                                                       |
| 51°17′N 179°0′W / 51.283°N 179.000°W | المحيط الهادئ             | مرورا بشرق the جزيرة Qelelevu, فيجي (في 16°5′S 179°9′W / 16.083°S 179.150°W) |
| 17°10′S 179°0′W / 17.167°S 179.000°W | فيجي                      | جزيرة Vanua Balavu |
| 17°12′S 179°0′W / 17.200°S 179.000°W | المحيط الهادئ             | مرورا بشرق the جزيرة Mago, فيجي (في 17°27′S 179°8′W / 17.450°S 179.133°W) · مرورا بغرب the جزيرة Tuvuca, فيجي (في 17°40′S 178°50′W / 17.667°S 178.833°W) · مرورا بشرق the جزيرة Nayau, فيجي (في 18°0′S 179°2′W / 18.000°S 179.033°W) · مرورا بغرب the جزيرة Lakeba, فيجي (في 18°12′S 178°50′W / 18.200°S 178.833°W) · مرورا بغرب the جزيرة Vuaqava, فيجي (في 18°53′S 178°55′W / 18.883°S 178.917°W) · مرورا بغرب the جزيرة Kabara, فيجي (في 18°57′S 178°59′W / 18.950°S 178.983°W) · مرورا بغرب the جزيرة Ono-i-Lau, فيجي (في 20°39′S 178°44′W / 20.650°S 178.733°W) |
| 60°0′S 179°0′W / 60.000°S 179.000°W  | المحيط الجنوبي            | |
| 78°19′S 179°0′W / 78.317°S 179.000°W | القارة القطبية الجنوبية   | منطقة روس، المطالب الإقليمية بالقارة القطبية الجنوبية by نيوزيلندا |